# Lomas de Colosio
Lomas de Colosio är en ort i Mexiko.   Den ligger i kommunen Guaymas och delstaten Sonora, i den nordvästra delen av landet, 1 500 km nordväst om huvudstaden Mexico City. Lomas de Colosio ligger 8 meter över havet och antalet invånare är 200.
Terrängen runt Lomas de Colosio är platt norrut, men söderut är den kuperad.  Närmaste större samhälle är Guaymas, 6,6 km söder om Lomas de Colosio. Omgivningarna runt Lomas de Colosio är i huvudsak ett öppet busklandskap.